# Darlawn
Darlawn is een census town in het district Aizawl van de Indiase staat Mizoram. 

## Demografie
Volgens de Indiase volkstelling van 2001 wonen er 3859 mensen in Darlawn, waarvan 51% mannelijk en 49% vrouwelijk is. De plaats heeft een alfabetiseringsgraad van 83%. 